# Dendermonde (okręg)
Dendermonde (nld. Arrondissement Dendermonde, fr. Arrondissement administratif de Termonde, niem. Bezirk Dendermonde) – okręg w północnej Belgii, w Regionie Flamandzkim, w prowincji Flandria Wschodnia. 

## Podział administracyjny
Okręg podzielony jest na dziesięć gmin (nld. gemeente, fr. commmune, niem. Gemeinde), w skład których wchodzi 18 dzielnic (deelgemeente)
| - Berlare - Overmere - Uitbergen - Buggenhout - Opdorp - Dendermonde (Termonde), miasto - Appels - Baasrode (Baesrode) - Grembergen - Mespelare - Oudegem (Audeghem) - Schoonaarde (choonaerde) - Sint-Gillis-bij-Dendermonde (Saint-Gilles-lez-Termonde) - Hamme - Moerzeke - Laarne (Laerne) - Kalken - Lebbeke - Denderbelle - Wieze - Waasmunster (Waesmunster) - Wetteren - Massemen (Masmines) - Westrem - Wichelen - Schellebelle - Serskamp (Cherscamp) - Zele |